# Фана
Фана́ (араб. فناء‎ — умирание, небытие) — в суфизме — концепция растворения личности мистика в Боге. Концепция зиждется на комментариях аятов Корана, где говорится о возвращении к Аллаху. Возвращение трактуется как  двуединый процесс фана и бака́, где на стадии фана происходит растворение, уничтожение эго мистика, а на стадии бака – единение с Богом. Автором концепции является суфий, живший в десятом веке, Аль-Джунайд аль-Багдади.
Японский исламовед Тосихико Изуцу определил фана как полное исчезновение осознания собственного "я", когда остается только абсолютное Единство Реальности в ее чистоте — как абсолютное сознание до его раздвоения на субъект и объект.

## Этимология
Слово «фана» в переводе с арабского означает:
1. умирание, угасание; гибель; исчезновение;
2. небытие; рел. нирвана (у суфиев);
3. тленность[3].

## Дар аль-фана
Дар аль-фана (араб. دار الفناء‎) — тленный, преходящий, земной мир. Термин «дар аль-фана» использовался суфийскими авторами как противопоставление вечному, потустороннему миру (дар аль-бака'). Термин «дар аль-фана» в значении – тленный, преходящий, земной мир широко использовался в произведениях суфиев-мистиков Санаи (ум. в 1131), Аттара (ум. в 1220), Джалалуддина Руми (ум. в 1273). Из мистической поэзии этот термин перекочевал в лирическую светскую поэзию.